# Expozice kamenictví v Mrákotíně
Expozice kamenictví v Mrákotíně je muzeum v Mrákotíně, expozice je umístěna v budově úřadu městyse v Mrákotíně čp. 49. Muzeum bylo otevřeno hejtmanem kraje Vysočina Milošem Vystrčilem 1. září 2012 a je zřizováno mikroregionem Telčsko v rámci projektu Regionem Renesance.

## Expozice
V Mrákotíně a jeho okolí dřív fungovalo mnoho kameníků a lomů na kámen, největší z nich, tzv. lom s názvem Šedova skála je ten, ve kterém byl lomen kámen pro tzv. Mrákotínský monolit, který je umístěn na třetí nádvoří pražského hradu. V expozici jsou mimo jiné informace o přesunu tohoto monolitu na pražský hrad a také o jeho výrobě. Ve sbírkách expozice jsou předměty denní potřeby kameníků, jako např. kamenické boty, klobouky či kalendář s obrázky dívek a žen, který patřil kameníkům. V expozici je umístěn i přístřešek se štontem z bývalého lomu, pod kterým pracovali kameníci. V expozici jsou i kostky, kameny či ruční nebo strojní nářadí, potomci kameníků nadále rozšiřují expozici předměty z historie kameníků. Stejně tak exponáty v muzeu i vznikly, obyvatelé Mrákotína přinesly nástroje kameníků a další památky. Starosta městyse v místním zpravodaji požádal před vytvořením muzea obyvatele o to, aby předměty z historie kamenictví v obci zapůjčili do expozice. Teoretické informace o kamenictví z archivů získával geolog Radovan Zejda.
V expozici je umístěna také prázdná nástěnka, která má být výzvou pro návštěvníky, aby se pokusili rozšiřovat expozici. Uvedeny jsou také panely s informacemi o projektu Regionem renesance a také panely s informacemi z historie Mrákotína a informacemi o kamenictví.